# Huvudsjöholmen
Huvudsjöholmen är en ö i Finland. Den ligger i sjön Huvudsjön och i kommunen Pedersöre i den ekonomiska regionen  Jakobstadsregionen  och landskapet Österbotten, i den centrala delen av landet, 400 km norr om huvudstaden Helsingfors. Öns area är 5 hektar och dess största längd är 370 meter i sydöst-nordvästlig riktning.